# Guče Selo
Guče Selo je pogranično naselje u Hrvatskoj u sastavu Grada Delnica. Nalazi se u Primorsko-goranskoj županiji.

## Zemljopis
Nalazi se na zapadnoj obali rijeke Kupe. Sjeverozapadno su Ševalj i hrvatski Kuželj, sjeverno su Grbajel i slovenski Kuželj, sjeveroistočno preko rijeke u Sloveniji su Gladloka i Laze pri Kostelu (Slovenija).

## Stanovništvo
| broj stanovnika | 107   | 108   | 119   | 146   | 128   | 145   | 99    | 124   | 102   | 90    | 78    | 63    | 52    | 56    | 44    | 27    | 19    |
|                 | 1857. | 1869. | 1880. | 1890. | 1900. | 1910. | 1921. | 1931. | 1948. | 1953. | 1961. | 1971. | 1981. | 1991. | 2001. | 2011. | 2021. |